# Julius Epstein
 Julius Epstein (Zagreb, 7 de agosto de 1832-Viena, 3 de marzo de 1926) fue un pianista judío-croata, uno de los más conocidos intérpretes en este instrumento de su tiempo. Sus tres hijos también fueron músicos: Rudolfine (violonchelista), Eugénie (violinista) y Richard (1869–1919), pianista.

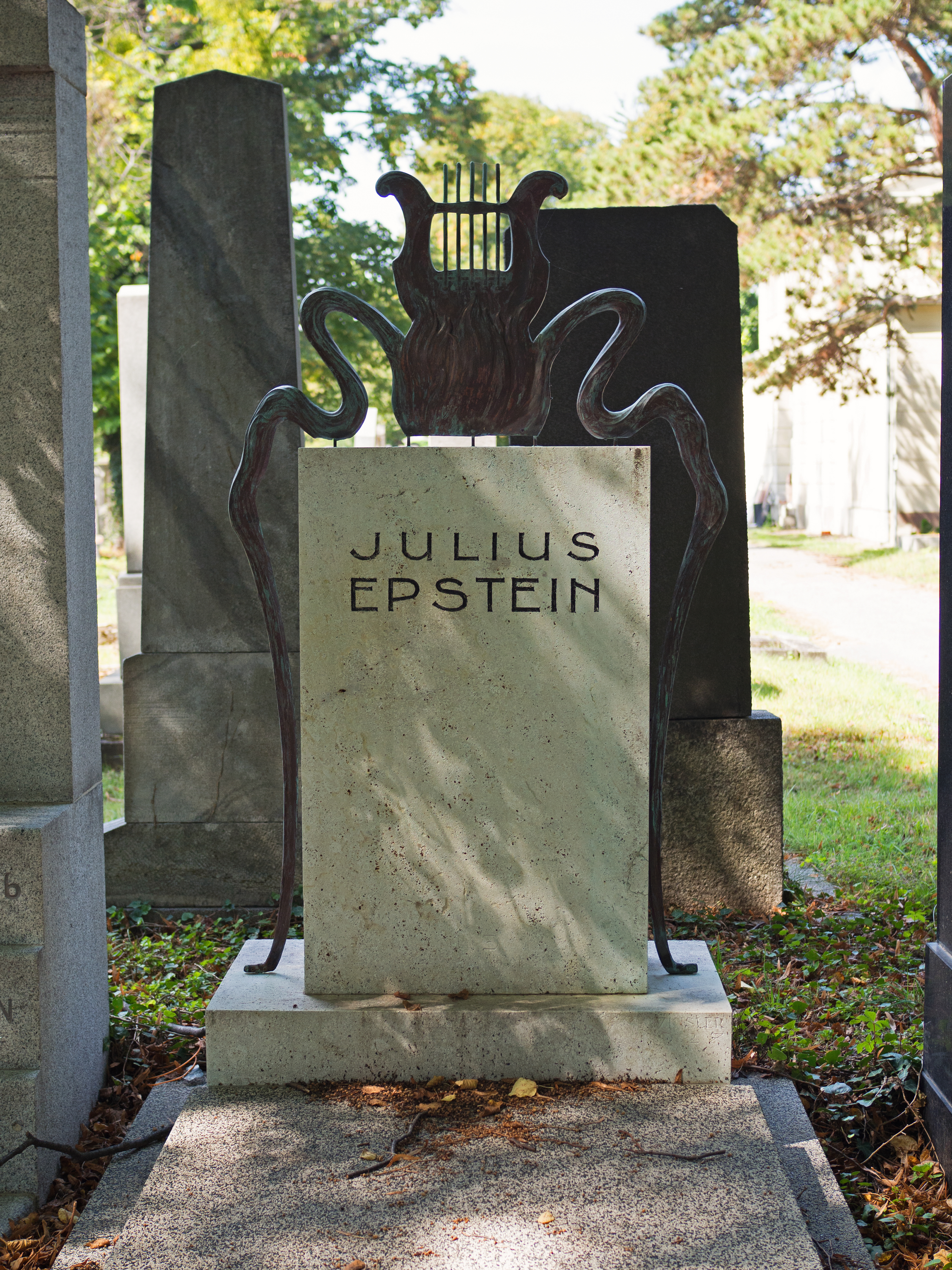
Tumbra de Julius Epstein en el Cementerio central de Viena

## Biografía
Julius Epstein estudió música inicialmente en su ciudad natal (Zagreb), en aquellos tiempos una próspera capital del Imperio austrohúngaro, en la escuela de Vatroslav Lichtenegger. Posteriormente se formó en Viena, donde su profesor de composición fue Johann Rufinatscha y el de piano Anton Halm. 
Debutó como concertista en 1852 llegando a convertirse en el pianista y pedagogo sobre el mismo instrumento más importante de Viena.
En 1865 se casó con Amalie Mauthner (1835-1915) y terminarían teniendo tres hijos
Entre 1867 y 1901 fue profesor en la Gesellschaft der Musikfreunde y entre sus estudiantes se encontraban muchos jóvenes que llegarían a ser grandes figuras de la música, como Gustav Mahler, Ignaz Brüll, Marcella Sembrich, Moriz Violin o Mathilde Kralik.
Entre otras obras, se especializó en la interpretación de composiciones de la talla de las sonatas de piano de Beethoven, Felix Mendelssohn y Franz Schubert.
Su tumba se encuentra en el área judía del cementerio central de Viena.